# 知識 (仏教)
知識（ちしき・智識）とは、仏教の信者が善業を積み重ねるために寺院や仏像の建立や維持、写経や福祉などの事業のために金品などを寄進すること。また、寄進者や寄進物を指す場合もある。

## 概要
本来は仏道修行者の指導者である善知識（ぜんちしき）の略称であった。後には僧尼の勧化に応じて仏事法会に様々な形で協力する人々を広く指すようになった。知識となった人々は知識結（ちしきゆい）と称する団体を結成した。一般的に仏事を行おうとする発願主が知識結の代表である知識頭を務め、知識文と呼ばれる趣意書を作成して人々に協力を求め（「知識を率いる」「知識を勧める」）、これに応じた（「知識に応じた」）人々によって知識結が組織され、知識物（ちしきぶつ）と呼ばれる財物や労力を提供することによって、仏教信仰に関連した様々な事業の実現を介して結縁を図った。
中国北朝では、主として「邑義」「法義」という名称が用いられ、朝鮮半島や日本では「知識」の名称が用いられた。中国に仏教が伝来した魏晋南北朝時代には、戦乱によってそれまでの血縁・地縁集団が解体されて人々が移住を余儀なくされた。そうした中で大乗仏教が持つ利他思想と他者と結びつく・救済するという中国の義の観念が融合して同じ仏教徒の間で血縁や地縁を越えて共同して造寺・造仏・慈善事業が行われたと考えられている。特に仏教奨励と廃仏政策の間で揺れ動いた北魏の邑義・法義の願文などには皇帝を称賛する文言を入れることで仏教徒が国家への忠誠を示す場としても用いられた。これに対して前述のように、朝鮮半島や日本では知識の語が用いられたが、現存する仏像の願文に記された文言などから、6世紀の高句麗で知識という語が生まれて知識結などの独自の活動を衰退させることになっていった。だが、中世には知識活動が新たな勧進活動へと転化されてゆくことになる。・新羅・倭国（日本）に伝えられたと推定される。
日本では623年の年紀を持つ法隆寺金堂釈迦三尊像光背銘には、聖徳太子の后や王子、諸臣ら「道を信じる知識」が太子の病気平癒を願って作られたことが知られている。奈良時代にはこうした知識の活動が盛んになり、各地に知識あるいは知識結によって建立された知識寺（ちしきじ）が建立された。特に河内国にあった知識寺は著名であり、740年（天平12年）に聖武天皇も同寺に行幸して廬舎那仏（大仏）を参詣した。また、同じ頃に行基が各地に設置した道場も行基を信奉する知識の支援を受けたと考えられている。やがて聖武天皇は河内の知識寺や行基集団の影響を受けて、743年（天平15年）に「廬舎那仏造立詔」を発して各地の知識に廬舎那仏造立に対する協力を求めている。こうして完成した廬舎那仏像を収めた東大寺も広い意味における知識寺の体裁を取って建立されたものであった。同様に聖武天皇が各地に設置させた国分寺・国分尼寺も現地の豪族などからなる知識層の支援があって初めて建立・維持が可能であった。勿論、知識寺の建立のような大規模なものだけではなく、知識によって行われる知識経と呼ばれる写経事業などより小規模な知識の活動もあった。
東大寺や国分寺にみられる国家の鎮護国家政策における知識の利用は、知識結などの独自の活動を衰退させることになっていった。だが、中世には知識活動が新たな勧進活動へと転化されてゆくことになる。